# Kodaňská opera
Kodaňská opera je operní dům v Kodani (Dány zvaný obvykle Operaen). Je domovem operního souboru dánského Královského divadla. Operní scéna patří k nejmodernějším na světě. Byla vystavěna na kodaňském ostrově Holmen. Stavba byla dokončena v listopadu 2004, zahajovací představení se konalo v lednu 2005. Náklady na výstavbu dosáhly 2,5 miliardy dánských korun (asi 370 milionů amerických dolarů, asi 8,5 miliardy korun českých). Architektem byl Henning Larsen. Stavbu zaplatila nadace Arnolda Petera Møllera, zakladatele firmy Mærsk. Do hlediště se vejde 1492 diváků. Orchestřiště pojme 110 hudebníků. Kromě hlavní scény je součástí budovy i malá scéna pro experimentální divadlo zvaná Takkelloftet. Celková plocha budovy je 41 000 m² a má 14 pater, z toho 5 podzemních. Obsahuje více než 1000 místností. Plášť budovy je vytvořen z béžového vápence těženého v Německu. Zvláštností je, že po otevření budovy sepsal její architekt Henning Larsen kritickou knihu o budově, v níž se od svého díla distancoval. Drtivé kritice tam podrobil objednatele stavby, jímž byl nadační fondy firmy Mærsk, ale v praxi o všem rozhodoval syn zakladatele firmy a její tehdejší majitel Mærsk Mc-Kinney Møller. Ten měl v mnohém pozměnit Larsenův architektonický návrh - například si vynutil, aby čelo budovy nebylo čistě jen prosklené; nakonec bylo zpevněné kovovou mřížkou.